# Zoë Jenny
Zoë Jenny est une écrivaine suisse né le 16 mars 1974. Elle est la fille de l'éditeur Mathias Jenny (de).

## Œuvres
Elle a publié des poèmes et plusieurs romans :
- Der Ruf des Muschelhorns (roman), Frankfurter Verlagsanstalt, 2000
- Das Blütenstaubzimmer (roman), Frankfurter Verlagsanstalt, 1997 ; Goldmann, 2001
- Mittelpünktchens Reise um die Welt, mit Bildern von Bernd Pfarr, C. Hanser, 2001 ; Deutscher Taschenbuch-Verlag, 2002
- Ein schnelles Leben (roman), Aufbau-Verlag, 2002 ; Aufbau-Taschenbuch-Verlag, 2004
- Das Portrait (roman), Frankfurter Verlagsanstalt, 2007 ; btb-Verlag, 2009

### En français
- La Chambre des pollens (traduit par Nicole Rocheen), 1997, éditions Gallimard[2]
- Ein schnelles Leben (analyse), 2005[3],

## Sources
- « Zoë Jenny : la dévoration de la mère », dans Anne-Marie Gresser La Littérature suisse-allemande d’aujourd’hui  (ISBN 978-2-7574-0125-5), p. 71-82.